# 阿姆斯特丹国际纪录片电影节
阿姆斯特丹国际纪录片电影节（英語：International Documentary Film Festival Amsterdam，簡稱）是世界上最大的纪录片电影节。世界各国任何时期摄制的纪录片均可以参加评奖或映出。

## 历史
1988年创建于荷兰阿姆斯特丹，最初是在莱顿广场举行，后渐渐扩散至其他位置，一些相关机构和电影院也加入了进来。电影节的宗旨是推广有创造性的纪录片作品给越来越多的大众。它由起初一个节日渐渐演变成一个持续十一天，放映200多场纪录片，吸引12万观众的大型电影节。除了国际电影项目，其多样性的种类在世界和欧洲首演。电影节还举办辩论，论坛以及研讨会。